# 手紙を書く男
『手紙を書く男』（てがみをかくおとこ、蘭: Briefschrijvende man、英: Man Writing a Letter）は、オランダ黄金時代の画家ハブリエル・メツーが1664-1666年に板上に油彩で描いた風俗画。
『手紙を読む女』 (アイルランド国立美術館) の対作品で、これら2点は画家円熟期の傑作である。1987年以来、ダブリンにあるアイルランド国立美術館に所蔵されている。

## 作品
作品は、開いた窓の前に座り、羽根ペンで手紙を書いている男を表している。彼は黒い絹のスーツを着ており、その下に白いリネンのシャツを身に着けている。ペルシア絨毯と銀の筆記用具もまた、彼の富裕さを表している。隅にある地球儀は、商人か科学者のような学識のある人物である彼の興味を示している。壁には、ヤコブ・ファン・デル・ドゥース1世の田園風景画が掛かっている。彼の多情な気質は、絵画に描かれている山羊と、金メッキされた額縁の上に象られている鳩によって示唆されている。幅木の上のデルフト陶器のタイルには、鳥の図像が表されている。
『手紙を書く男』は、男の手紙を受け取り、熱心に読んでいる女性を描いた『手紙を読む女』の対作品である。男性の方は、背後の壁に当たる暖かな明るい光によって、午後に手紙を書いていることが示される。対して、女性の方は、翌日のやや冷たい朝のなかで手紙を読んでいる。メツーは、同じような対作品である『手紙を書く男』と『手紙に封をする女』を描いたヘラルト・テル・ボルフから対作品のアイデアを得たが、テル・ボルフは自分の絵画を非常な高額で売っていたのである。 左側からの光、大理石の床などのヨハネス・フェルメールからの影響もまた、はっきりと本作に見受けられる。鳥の図像が表されているタイルは、フェルメールの『牛乳を注ぐ女』 (アムステルダム国立美術館) にも同様のものが見られる。しかしながら、メツーは、フェルメール以上に鑑賞者を絵画に感情移入させようとしている。

## 来歴

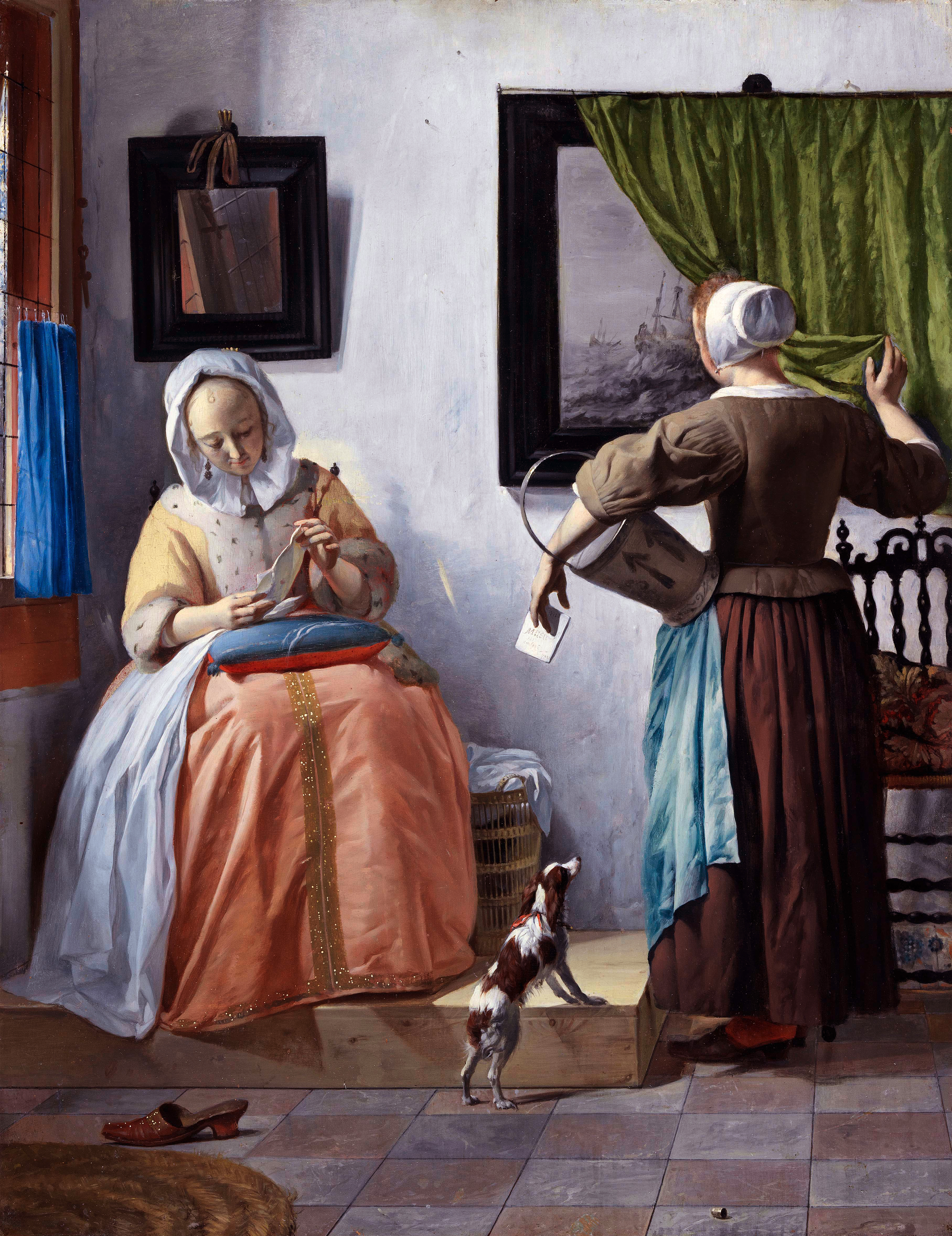
ハブリエル・メツー『手紙を読む女』、アイルランド国立美術館

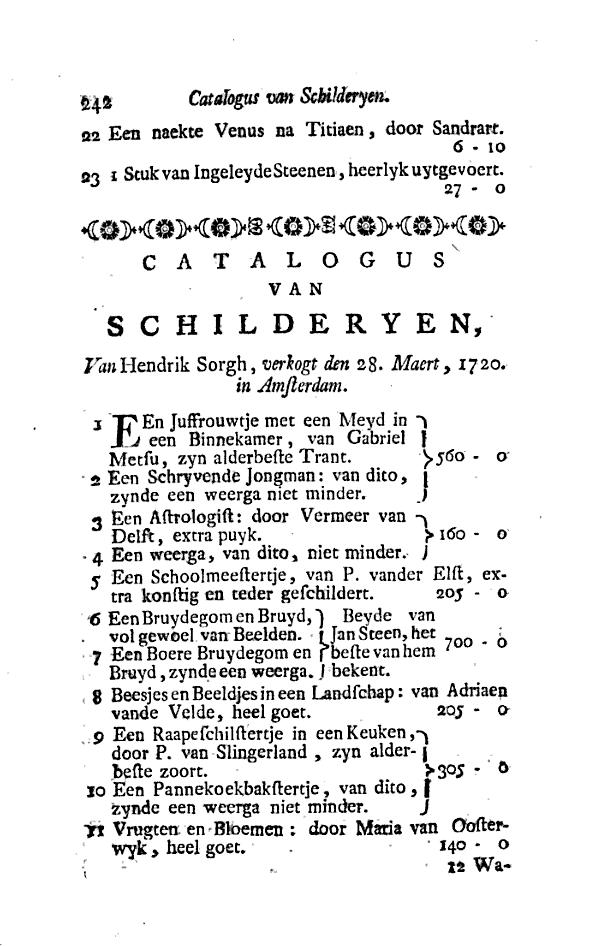
対作品を1、2とするヘラルト・フートの目録

メツーの対作品は、アムステルダムの仲買人ヘンドリック・ソルフ により所有されていた。彼の死後、両作品は、1720年3月28日に560ギルダーでへオルへ・ブラインに売却された。彼が亡くなると、両作品は、1724年3月16日に785ギルダーで富裕な綿染色業者のヨハネス・コープに売却された。1744年と1750年の間に、両作品は500ギルダーで、10点はくだらないメツーの作品を所有していた収集家ヘリット・ブラームカンプの手中に入った。彼の遺産相続者たちは、メツーの人気の恩恵を受けた。 1771年7月31日、両作品は5,205ギルダーでヤン・ホーペ に購入された。その後、両作品は、フランシス・ペルハム・クリントン・ホープ卿にまで相続されたが、卿は1898年に両作品を自身のオランダ・フランドル絵画コレクションとともに画商のA.ウェルトハイマー (A.Wertheimer) とP. & D. コルナーギ に売却した。両作品は、 ロンドンとブレッシントン在中のアルフレッド・バイト卿に相続された。両作品は、1974年と1976年にラスバラ家で盗難に遭ったが、最終的に取り戻された。1993年まで両作品はいまだ行方不明であったが、1987年にアイルランド国立美術館に寄贈された。

## 評価
これらの対作品は、一般にメツーの最良の作品と見なされている。2011年に、ニューヨーク・タイムズでメツーの作品展を評して、カレン・ローゼンバーグ (Karen Rosenberg)　は、両作品を「驚くべきもの」と呼び、NPR (米国公共ラジオ放送) のスーザン・スタンバーグ (Susan Stamberg) は、両作品を「素晴らしい技術と精緻に描かれた細部を持ち、見事に描かれている」と評した。